# 重複立候補制度
重複立候補制度（ちょうふくりっこうほせいど）とは、衆議院議員総選挙で採用されている、複数の選挙に同時に立候補することを認める選挙制度。

## 概説
公職選挙法第87条では2つの異なる公職選挙で同時に重複立候補することについて禁止している（この規定は1957年の法改正により同年5月10日から施行された。それ以前は参議院議員通常選挙における地方区と全国区での重複立候補が禁止される等の一部を除いて重複立候補が禁止されていなかった）。
ただし、1994年の法改正により、衆議院議員選挙の比例代表の場合、小選挙区と重複して立候補できると規定されており（公職選挙法第86条の2第4項）、立候補する際に所属政党の許可が得られれば、立候補者が「小選挙区選挙」と「比例代表選挙」に重複して立候補できる。ただし、公職選挙法上の政党要件を満たしていない「その他の政治団体」から立候補した場合、重複はできない。
比例代表の名簿では、政党が複数の重複候補者を同一順位にできる。この場合、小選挙区における当選者の得票数に対する落選候補者の得票数の割合（惜敗率）を求め、惜敗率の高い候補者から比例名簿の順位が決められる。
重複候補は、小選挙区で落選しても比例区で復活当選できるため、1議席が割り当てられている単一の小選挙区を基盤とする議員が、区によっては複数いる現象が発生している。なお、選挙制度上は投票が同時に行われる小選挙区制と比例代表制は並立する対等の制度であり、相互補完の関係にある。よって本来小選挙区制の結果ありきの「比例復活」という表現は不適切であるが、上記のように小選挙区の結果が影響することもあり、事実上比例代表制が従属する形になっている。また、マスメディアが盛んに用いる「比例復活」やSNSを中心としたインターネット上で盛んに用いられている「ゾンビ」などという言葉がこういった印象を強めてしまっている側面もある。したがって「復活当選」した候補者は当選後も「小選挙区で負けたのに当選した」というレッテルがついて回ることになる。
1996年衆院選では、小選挙区の10名の候補者が、法定得票数（有効投票総数の6分の1）未満でも復活当選をしており、そのうち比例東京ブロックで保坂展人、比例北関東ブロックで深田肇の2名が供託金没収点（有効投票総数の10分の1）未満でありながら、重複立候補していた比例区で復活当選となった。さらに2000年2月には、供託金没収点未満の得票で落選していた菊地董が、比例東海ブロックで当選していた前島秀行が死去したことで、欠員補充に伴い繰上当選となった。この事は制度上の問題点として議論の対象となり、これを受けて公職選挙法が改正され、次回の2000年衆院選からは、小選挙区での得票が供託金没収点未満だった候補者の復活当選は認められなくなった。小選挙区での得票が法定得票数未満での復活当選については2000年衆院選以降も認められている。小選挙区で当選した比例の候補者、および、小選挙区で供託金没収点未満の得票だった比例の候補者は、その選挙の比例名簿から除外され、下位の順位の候補者が繰り上がる。

## 復活当選

### 各政党の動き
この衆議院小選挙区比例代表並立制のもとでの重複立候補（参院選その他、公職者の選挙では禁止されている重複立候補）に対して、各政党それぞれ微妙に方針が異なる。

#### 自由民主党
自民党では重複立候補が基本だが、比例区では73歳以上の候補者を原則公認しない定年制が内規としてあることにより、小選挙区のみの立候補を余儀なくされる対象年齢の候補者や、現職の総裁（後述）、復活当選の退路を断つことをアピールするごく一部の小選挙区の候補など毎回数人が小選挙区のみで立候補している（ただし比例単独立候補なら73歳以上でも公認されることも多い）。小選挙区比例代表並立制が導入された最初の1996年の選挙では亀井静香をはじめ重複立候補を辞退し小選挙区のみ立候補した者も一定数存在したが、次第にそのような者は減少しており、2021年では安倍晋三や菅義偉など総理経験者も重複立候補を行っている。他の重複立候補者よりも名簿順位が上の重複立候補者を登載することを、支持票拡大のため当然のこととして認めており、選挙区を本来の地盤から移動した候補や党が重点選挙区と位置づけた選挙区に立候補した候補（1996年の鈴木宗男・深谷隆司・衛藤晟一、2000年の岩崎忠夫・馳浩、2003年の鳩山邦夫・玉澤徳一郎・平田耕一・伊藤達也・岩崎、2005年の土屋正忠・片山さつき・佐藤ゆかり・阿部俊子・藤野真紀子・稲田朋美・西川京子・高市早苗・玉澤等）などが名簿上位におかれている。1996年は一部ブロックで重複立候補者のうち前職候補を上位の同一順位に置き、その下に比例単独候補数名を挟んで元職・新人候補を同一順位で置いていた。
2009年衆院選を前に、古賀誠選対委員長は「相手が強いから当選圏内を与えて候補者を公認するという手法が1つの知恵で行われてきたが、党勢を拡大するうえでプラスになるのか。戦わずして一歩引いている側面もあり、よく考える必要がある」と述べ、名簿順位上位の重複候補をできるだけ少なくする方針を示した（2009年衆院選では阿部・吉野正芳の2人となった）。この後、2012年衆院選から2017年衆院選まで重複立候補は全員同一順位となった。2021年衆院選は、埼玉7区で立候補した中野英幸が比例北関東ブロックで重複立候補し36位で名簿登載されたが、小選挙区で当選している。その他の重複立候補は同一順位で名簿登載がされた。
党では2回以上連続して選挙区で落選し比例復活した議員は「暫定支部長」という立場に置き、毎年春に党員獲得状況などを審査して正式な支部長にさせるかどうかを判断している。
該当の候補については、次の衆院選で比例代表との重複立候補を原則として認めない方針で検討していたが、これを理由に重複立候補が認められなかった事例は2021年時点ではない。
現職の自民党総裁のうち重複立候補した者は、2000年衆院選の石川2区で圧勝した森喜朗だけである（森は小選挙区比例代表並立制導入以降、自身が73歳未満だった1996年・2000年・2003年・2005年・2009年と5回連続で重複立候補し全て小選挙区勝利している）。それ以外の現職の総裁は重複立候補していない（2009年や2021年の安倍晋三や菅義偉など、現職の総裁でない場合は重複立候補を行っている）。これは総裁が写った掲示済みの党のポスターの掲示が公選法が禁じる事前運動に当たり、自身の小選挙区のある都道府県以外の同一比例ブロックにある他の都道府県において、当該ポスターを撤去する必要があることが挙げられる（2005年の選挙で小泉純一郎が重複立候補する動きがあったが、神奈川県以外の比例南関東ブロックの県（千葉県・山梨県）でポスターを撤去する必要があるため、結局重複立候補はしなかった）。
2024年衆院選では、同年に表面化した政治資金パーティー収入の裏金問題を受けて既に同年4月に処分が行われたが、選挙戦直前となる同年10月の公認申請において、一部議員の非公認のほか、同問題に関与した前職衆議院議員および支部長43名について、執行部により「対象者全員の比例重複立候補を不可」とする決定がされた。この決定を受けて越智隆雄のように総選挙への立候補を取りやめた者もいる。また、党執行部の石破茂・森山裕・鈴木俊一・小野寺五典・小泉進次郎や総裁経験者の麻生太郎・菅義偉・岸田文雄についても重複立候補を行わないこととなった（ただし、元々麻生は選挙時84歳・森山は選挙時79歳・菅は選挙時75歳で、自民党内規の「比例73歳以上定年制」の対象である）。また、一部の県連では不祥事や前出の連続比例復活などを理由として。個別に特定の候補者において比例重複立候補を申請を見送ったケースもある。
2024年衆院選後、自民党は次期衆院選の公認候補予定者となる支部長の選任基準として「直近2回の衆院選で比例復活となった支部長については、比例代表名簿の下位に登載する」ことを正式に内規に盛り込むこととなった。連続比例復活当選議員の処遇については2017年の時点から課題となっており、一旦は「連続2回以上小選挙区で敗れて比例代表で復活当選した議員は、比例代表への重複立候補を認めない」原則で進められていたが、相次ぐ小選挙区の定数削減により選挙区の調整が必要となるケースが発生したり、選挙区事情を勘案し例外的に重複を認めたりするなど、方針が一定してこなかったが、小選挙区で落選し続け、比例で復活を重ねる議員への批判が根強く、小選挙区での勝利に向けて議員の運動量を増やす事を狙い、内規に盛り込むこととなった。

#### 創価学会を支持母体とする政党

##### 新進党
新進党は1996年衆院選を迎えるにあたり、党首であった小沢一郎の方針により、比例区では1つの比例ブロックにつき1人しか重複立候補を認めない方針を取っていた。これにより東京5区の野村沙知代（東京ブロック6位）、千葉10区の須藤浩（南関東ブロック8位）、兵庫9区の宮本一三（近畿ブロック11位）、岡山4区の加藤六月（中国ブロック3位）、福岡4区の東順治（九州ブロック8位）が数少ない重複立候補の対象者となった。例外は比例北陸信越ブロックで、石川2区の一川保夫と福井3区の松田篤之の2名が重複立候補（ともに同一順位の4位）している。これ以外の北海道、東北、北関東、四国、東海の各ブロックでは重複立候補者がいなかった。この結果、小選挙区で競り負けた候補者のうち、惜敗率90%を超えていたにもかかわらず比例重複しなかったことで落選するケースが多発（代表的な例として千葉4区の野田佳彦が105票差、惜敗率99.86%で落選など）し、比例重複者も一川保夫と加藤六月の2名が復活当選（宮本一三は小選挙区で当選、新進党解党後に東順治が愛野興一郎の死去により繰上当選）したことに留まり、現有議席を下回ったことで党勢が伸び悩む一因となった。
結局、新進党は野党第1党として政権交代に失敗し、前述の衆院選の投票日から14ヶ月と11日後の1997年12月31日をもって政党助成法に基き、複数の政党に分党した。

##### 公明党
新進党分党で結成された新党平和・（参議院議員と都道府県議と自治体議員で構成される）公明・（新進党結党以前は公明党に属していた）小沢自由党からの離党者で再結成され、1999年10月から新進党時代の同僚である小沢自由党〜保守（新）党と共に自民党と連立政権を組み、さらに選挙協力を進めた。
2000年衆院選では重複立候補者が7人いた。南関東ブロックの上田勇（神奈川6区）・富田茂之（千葉2区）の2人の「名簿」順位が同じ3位、東京ブロックの山口那津男（東京17区）・遠藤乙彦（東京4区）・大野由利子（東京20区）の3人の「名簿」順位が同じ3位、2つ比例ブロックに5人の重複立候補者を存在させ、彼らをお互いに同一順位としていた（他に四国ブロック2位で高知1区の石田祝稔、北関東ブロック3位で埼玉6区の若松謙維）。しかし、その重複立候補者7名全員が小選挙区で敗北し、比例代表で復活当選した者は上田・若松の2人のみだった。
その後、2003年衆院選以降は重複立候補を行なっておらず、小選挙区か比例代表かどちらか一方の立候補となっている。その後、2021年衆院選では中国ブロックから広島3区へ転入した斉藤鉄夫について、例外的な対応として一時は中国ブロックとの重複立候補が検討されたが、最終的には小選挙区のみの立候補となり、当選している。
2024年衆院選では、特に重点区として位置付けた大阪の4小選挙区では、いずれも日本維新の会に敗れ、獲得していた議席をすべて失う結果となった。この事から次期衆院選では大阪での擁立から撤退はしないものの、これまで認めてこなかった比例代表との重複立候補も視野に検討することとなった。

#### 民主党
1996年に結成された民主党では、1996年・2000年・2003年には重複候補者を比例名簿において可能な限り同一順位とし、重複立候補者の間で名簿順位に差をつけることを過去には数例認めたが2005年の衆院選から全廃した。ただし、2014年の衆院選では一部で復活している。
過去には「名簿」上位の重複立候補者が若干存在したが（2000年衆院選は新進党時代の小選挙区から国替えした後藤斎と新進党時代は比例単独候補で本来希望した小選挙区の隣の区から立候補を余儀なくされた城島正光の2人、城島と同じ東京で旧民主党時代は比例単独候補の藤田幸久・石毛鍈子、旧民主党時代の選挙区とは違う選挙区で立候補した長妻昭、1996年の衆院選でさきがけ現職として落選した選挙区から隣の区に国替えした宇佐美登は上位優遇されなかった。
2003年衆院選は直前に民由合併で自由党が合流した関係で国替えを余儀なくされた樋高剛・都築譲、1996年旧民主党候補として立候補した選挙区から国替えする伊藤忠治・鉢呂吉雄、1996年新進党候補として立候補した選挙区から国替えする三井辨雄・長浜博行・玉置一弥の7人）、2005年以降は一切認めないようになった。また、比例単独上位も原則としては認めない方針になっており、2005年の総選挙において比例単独上位候補がいたのは北海道ブロック（逢坂誠二）と南関東ブロック（長浜博行）の2人のみであった（なお、長浜は在職途中に第21回参議院議員通常選挙に立候補し衆議院議員を自動退職（失職）した。逢坂は次回の2009年の総選挙に重複立候補し小選挙区で当選している）。
2009年の総選挙では民主旋風を受けて、選挙戦の優勢の見通しから小選挙区候補が大量に当選し比例区候補が不足することが予想されたため、比例単独候補の擁立を進めた。例として東北ブロックでは小選挙区重複候補者を全員1位（前出の小沢一郎を除き）で民主党の小選挙区候補は全て重複立候補とし、その下位に7人を登載した。結果、東北では7名当選となり、比例復活3人を差し引きした単独候補4名が当選した。
2012年の総選挙では民主党への大逆風により、小選挙区候補が大量に落選し閣僚や党幹部も比例復活が出来ない事態に陥った。また政党の乱立により票が割れ北海道ブロックと東北ブロック以外では得票率が3位になった。
2014年の総選挙では新党大地から移籍した鈴木貴子を北海道ブロックで、区割りが大幅に変更になった佐賀2区から立候補した大串博志を九州ブロックでそれぞれ名簿1位に優遇した。また、静岡5区の細野豪志は唯一重複立候補せずに小選挙区のみで立候補した（当選）。
現職の民主党代表で重複立候補した者は1996年の東京18区の菅直人（当時は共同代表）、2000年の北海道9区の鳩山由紀夫、2012年の千葉4区の野田佳彦、2014年の東京1区の海江田万里の4人である。菅は1996年・2000年・2003年・2009年・2012年・2014年で重複立候補し、2005年のみ単独立候補をして、2012年と2014年を除き小選挙区当選をしている（2012年・2014年共に比例復活）。鳩山は1996年・2000年・2003年・2005年は重複立候補、2009年は単独立候補をして、全て小選挙区選をしている。野田は前出の新進党現職として迎えた1996年で小選挙区単独立候補で落選、民主党入党以後は重複立候補をして2000年・2003年・2005年・2009年・2012年・2014年と6回連続小選挙区勝利している。海江田は1996年から2014年まで全ての衆院選で重複立候補をしており、2000年・2003年・2009年に小選挙区で当選、1996年・2012年に復活当選しているが、2005年及び現役の党首として立候補した2014年は比例復活もできずに落選した。

#### 立憲民主党
旧・立憲民主党（2017-2020）
2017年10月の第48回衆議院議員総選挙直前に結成された立憲民主党は小選挙区の候補者がいない四国ブロックを除いて小選挙区重複候補者を全員1位とし、北海道6区の佐々木隆博を除く全員が重複立候補となった。
新・立憲民主党（2020-）
2020年9月に結成された立憲民主党は2021年衆院選において小選挙区重複候補者を全員1位とし、三重3区の岡田克也を除く全員が重複立候補となった。また自由民主党と違い区割り減少で比例単独に回った候補を除く比例の重複立候補に年齢制限を設けていないため、前述の比例区年齢制限の党内規で重複立候補が出来なかった野田毅元自治大臣や山本幸三元地方創生担当大臣など著名な高齢候補が落選した自民党と違い小沢一郎が79歳（岩手3区で落選→東北ブロックで復活）で比例復活した。
2024年衆院選では北海道ブロックにおいて、小選挙区との重複立候補のうち、池田真紀（北海道5区）と篠田奈保子（北海道7区）について、1位で優遇することとなった。一方で他ブロックの重複立候補者は、東北ブロックで重複立候補者を2位同順位とした（選挙区調整のため比例単独に回った馬場雄基を上位で優遇したため）以外は各ブロックの1位同順位としたが、代表の野田佳彦（千葉14区）と逢坂誠二（北海道8区）、岡田克也（三重3区）の3名は比例重複を行わなかった。

#### 希望の党
2017年衆院選では近畿ブロックにおいて、代表の小池百合子と関係の深かった井上一徳を他の重複立候補者よりも上位で優遇した。また、細野豪志は唯一重複立候補せずに小選挙区のみで立候補した（当選）。

#### 国民民主党
旧・国民民主党の存在した期間（2018年5月～2020年9月）に衆議院の選挙は存在しなかった。2020年9月に結成された新・国民民主党は2021年衆院選では重複立候補者を全員同一順位とした。

#### 日本共産党
共産党では2005年総選挙までは、重複立候補者を同一順位にはしておらず、比例単独候補と重複立候補者が混在する名簿となっていた。また、小選挙区の候補者の多くは比例とは重複せず、小選挙区単独となっていた。
しかし、2009年は小選挙区候補を減らす代わりに、重複立候補を増やした。さらに、東京以外の比例区では、下位候補に初めて同一順位の設定を行った。
その後の総選挙も、重複立候補の下位候補が同一順位で名簿登載されていたが、2021年総選挙は全員順位付けをして名簿登載をした。

#### 社会民主党
社民党では、重複立候補者が多いものの、重複立候補者の間で「名簿」順位に差をつけることは2回の例外（1996年衆院選の比例東京ブロックと比例南関東ブロックの2回）を除いて認めていない。
党勢の落ち込みで重複立候補者の全員が供託金没収ラインを下回って当選できないという懸念から下位に比例単独候補者を立てる場合があり、2005年には北関東ブロックの日森文尋、東京ブロックの保坂展人がそれぞれ比例単独最下位で当選した。（保坂は候補全員が当選した自民党から譲り受けての議席。詳しくは後述）

#### みんなの党
みんなの党は、2009年衆院選では北関東ブロックの山内康一を除き、全員が重複立候補であった。重複立候補者の間で「名簿」順位に差をつけたのは、現職参院議員からの鞍替えで1位とした浅尾慶一郎以外の他候補を2位の同一順位とした南関東ブロックのみ。
2012年衆院選では代表の渡辺喜美を除いて、小選挙区の立候補者は全員重複立候補しており、全員が同一順位であった。また比例単独候補は前回同様山内のみだった。

#### 大阪維新の会を母体とする政党
日本維新の会（2012-2014）
2012年衆院選において、衆議院解散時の（他党からの移籍も含む）国会議員（上野宏史、石関貴史、小沢鋭仁、今井雅人、阪口直人、松野頼久、松浪健太、谷畑孝）と解散時に衆議院議員であった西野陽の後継となる西野弘一、さらに維新の会に所属している地方議会議員（井上英孝、三木圭恵、馬場伸幸、浦野靖人）、日本創新党を解党して東京維新の会代表となっていた山田宏を、それぞれ各ブロックで重複立候補の中でも名簿登載順位を上位で優遇した。
維新の党
2014年衆院選において、重複立候補者は全員同一順位とした。
日本維新の会（2016-）
2017年衆院選において、青柳仁士、森夏枝、灰岡香奈の3名について、各ブロックで重複立候補の中でも比例名簿で上位で優遇した（ただし、比例復活当選は森のみで他の2人は落選）。2021年衆院選においては、重複立候補者は全員同一順位とした。
2024年衆院選では、大阪府内の小選挙区全19区の候補者のうち、直前で差し替えとなった大阪9区の萩原佳を除き、18人の比例近畿ブロックへの重複立候補を認めない決定がされた。既に前年9月の時点で方針が打ち出されていたが、支持率の低下などを打開すべく「背水の陣で臨む」意味もあり、総選挙を前に執行部により正式決定された。選挙結果は対公明党候補を擁立した選挙区を含め、大阪の19小選挙区すべてで日本維新の会が議席を獲得し功を奏したが、その一方で近畿ブロック以外の選挙区で党勢が伸び悩み、獲得議席自体は前回2021年より減少した。

#### 自由党・国民新党・新党日本・日本未来の党（生活の党）・新党大地・れいわ新選組
自由党（1998-2003）
2000年衆院選で候補者を擁立し、重複候補者を比例名簿において順位を付けたところと同一順位としたところが存在する。
国民新党
2005年衆院選・2009年衆院選で候補者を擁立。重複立候補の順位付けはまちまちで、2005年の北陸ブロックでは小選挙区で当選した綿貫民輔の上に単独立候補の新人糸川正晃を据えて当選。2009年の東京ブロックでは1位に単独立候補した政治評論家・中村慶一郎を据え、2位に重複立候補者を置いた。（いずれも落選）
2012年衆院選では重複立候補はしなかった。
新党日本
2005年衆院選と2009年衆院選で候補者を擁立し、2005年は複数擁立した近畿ブロックで前職の滝実（奈良2区）を1位に据え比例区当選。南関東ブロックは重複立候補した新人2人を同一順位で並べた。2009年は近畿ブロックで党代表の田中康夫（兵庫8区・小選挙区当選）、東京ブロックで有田芳生（東京11区・落選）を1位に据えた。
日本未来の党・生活の党
2012年衆院選で候補者を擁立。基本的に重複立候補者を同一順位としているが、東北・北関東ブロックでは前職候補については新人候補よりも比例名簿順位で上位に優遇にしている。
2014年衆院選では重複立候補者を全員同一順位とした。
新党大地
2005年衆院選と2009年、2017年では政党要件を満たさなかったため比例のみの立候補となったが、2012年衆院選で国政政党として政党要件を満たした際には小選挙区に擁立した候補全員を比例に重複させて同一順位とした。
れいわ新選組
2021年衆院選で候補者を擁立。重複立候補者を全員同一順位とした。なお、東海ブロックに1議席が割り当てられることになっていたが、名簿登載者2名とも小選挙区との重複立候補、かつ小選挙区で供託金没収点未満（得票率10%を下回ったため）のため当選資格を失い、党としての議席も失った。当該議席は次点の公明党に割り振られ、元職の中川康洋が当選した。

#### その他の諸政党
新党さきがけ
1996年の衆院選で北関東ブロック・北陸信越ブロック・近畿ブロック・九州ブロックで候補者を重複。近畿と九州で同一順位の重複候補を擁立した。比例区で議席の獲得はできなかった。
自由連合
1996年衆院選と2000年衆院選で候補者を擁立。重複候補者を比例名簿において全て同一1位にしている。いずれも比例区で議席の獲得はできなかった。
新社会党
1996年衆院選で候補者を擁立。東京ブロックと中国ブロック各1人を上位優遇候補とした例はあるが、基本的に重複候補者を同一順位にしている。比例区で議席の獲得はできなかった。
民主改革連合
1996年衆院選で候補者を擁立。近畿ブロックで重複立候補した土肥隆一が唯一の候補であったが、土肥は小選挙区で当選した。比例区で議席の獲得はできなかった。
改革クラブ・新党改革
改革クラブは2009年衆院選で唯一の候補であった西村眞悟が近畿ブロックに大阪17区との重複で立候補するも落選した。
2012年衆院選では重複立候補はしなかった。2014年衆院選では公職選挙法上の政党要件を満たしていなかったため比例のみの立候補となった。
次世代の党・日本のこころ
2014年衆院選では党役員の山田宏（東京ブロック）と藤井孝男（東海ブロック）を他の重複立候補者よりも優遇し単独で1位とした。比例区で議席の獲得はできなかった。
2017年衆院選では重複立候補はしなかった。
NHKと裁判してる党弁護士法72条違反で
2021年衆院選では各ブロックに1名ずつ候補者を擁立、北関東・南関東・九州以外のブロックで候補者を重複したが、比例区で議席の獲得はできなかった。なお、全員が小選挙区で得票率10%を下回ったため供託金を没収され、当選資格を喪失している。
みんなでつくる党
2024年衆院選で党首の大津綾香のみが東京ブロックに東京9区との重複立候補を行った。比例東京ブロックで議席は獲得できず、大津も小選挙区では供託金没収で落選している。
参政党
2024年衆院選で北海道・南関東・東京・近畿・九州の各ブロックの一部候補者が重複立候補を行った。なお、南関東で前議員の鈴木敦、東京で元議員の松田学、九州で東京から国替えする吉川里奈の比例単独候補をそれぞれ1位とし、小選挙区との重複候補者2名を同一2位にした一方で、近畿ブロックでは小選挙区との重複立候補者のうち元議員の安藤裕など3名を同一1位、比例単独候補で党外部アドバイザーの和泉修を4位、さらに1名の小選挙区との重複立候補者を5位に配するなど、ブロックにより戦術を変更している。近畿ブロックで1議席を獲得し、名簿上位の重複立候補者で唯一供託金没収点を上回った北野裕子が比例復活で当選した。
日本保守党
2024年衆院選で比例北海道・北関東・南関東・東京・東海・近畿の各ブロックで候補を擁立したが、当時は政党要件を充足していなかったため、重複立候補は不可能であった。当選挙で東海（竹上裕子）・近畿ブロック（島田洋一）で議席を獲得し、比例代表での得票率が2%を超えたことで政党要件を満たし、次回総選挙では比例との重複立候補が可能となる。

### 特徴

#### 長所
重複立候補していない候補者は、比例代表での復活当選の保証がないため、小選挙区制選挙での当選に向けて有権者へのアピールに熱心にならざるを得ないというメリットがある。
また、各々の小選挙区制選挙区が必ず比例代表制選挙区の一部として内包される形になっているため、重複立候補が多ければ多いほど、選挙区においてより有利に運べるというメリットがある。
さらに、同一比例ブロックの重複立候補者の「名簿」順位を同一順位とし、惜敗率で競わせる場合には、たとえ小選挙区制選挙区（「小選挙区」）で当選できなくても他の候補者より健闘するだけで惜敗率で復活できるという望みを維持しやすい。つまり、接戦・苦戦の候補者たちの士気を鼓舞しやすいという利点が挙げられる。
選挙人（有権者）の立場から考えても、比例代表制選挙での復活当選の可能性まであらかじめ考慮できるため、小選挙区制選挙での死票をある程度の確率で救済できる仕組みになっていると言える。また、日本国憲法第67条で「内閣総理大臣は、国会議員の中から国会の議決で、これを指名する。」と規定されているため、第一党の党首が選挙区で落選した場合に生じる「国民が次期首相として選択した人物が選挙区での落選によって次期首相になれない」というケース、「どんなに衆院選で圧勝した政党でも非国会議員の党首を首班指名選挙で指名できない」という問題が当該党首が重複立候補した場合はある程度は解消される。しかし、小選挙区敗北という「『国民の代表者』の相応しくない人物」という1つの民意が示された人物が総理大臣候補となったり就任したりすることについて否定的な意見もある。党首が小選挙区落選をして比例復活をした例に2003年衆院選における社会民主党の土井たか子の例があるが、土井は選挙直後に党首を辞任したため、首班指名選挙では投票されなかった。その一方で小選挙区落選をして比例復活をした海江田万里が民主党の党首に就任し、首班指名選挙で票を得た例がある。

#### 短所
大政党の名簿上位に登載される重複立候補者は復活当選をほぼ確約されていると考えられている。
例えば、自民党候補者は、1996年以降の衆院選小選挙区制選挙において、供託金没収点である得票率10%（2000年以降に復活当選の要件の一つとなった）を下回ったことがない。衆院選小選挙区制選挙における自民党候補者の歴代最低得票率は、1996年衆院選における岩手4区の井形厚一（1位当選候補は小沢一郎新進党代表）の得票率10.39%である。したがって、自民党の重複立候補者の場合、有効投票総数の10%以上という条件は通常はほぼ間違いなくクリアできるからである。
よって、比例代表制選挙の名簿上位に登載される重複立候補者の場合、小選挙区制選挙区での当選への熱意や有権者へのアピールが弱くなってしまうであろうというデメリットがある。
また、比例代表制選挙の名簿上位に登載される重複立候補者や単独上位立候補者が増えると、その他多数の（同一順位の）重複立候補者たちにとっては小選挙区制選挙での惜敗率による復活当選のチャンスが相対的に減ってしまうという不公正さも指摘されている。
例えば、1996年衆院選では、中選挙区制から移行して最初の選挙であったため、自民党は選挙区調整などにより長老議員を中心とした名簿上位の比例代表単独候補者が多かったため、その他の同一順位の重複立候補者の復活当選は、北海道9区の岩倉博文（比例北海道）、神奈川14区の中本太衛（比例南関東）、千葉8区の桜田義孝（比例南関東）、兵庫1区の砂田圭佑（比例近畿）の4人（後に繰り上げ当選をした大阪12区・比例近畿の北川知克を入れれば5人）しかいなかった。また、前述の新進党は比例重複立候補者を大幅に少なくしたために、小選挙区で主に自民党候補者に競り負けた惜敗率90%以上の落選者が複数人発生している。
なお、国会議員は憲法上「全国民の代表者」であり選挙区の代表者ではないが、現実問題として次回の選挙での得票が重大な関心事となる。通常、復活当選を果たした議員は次回選挙でも小選挙区からの立候補を狙うため、小選挙区当選議員と復活当選議員が当該選挙区の利益のために活動することとなり、小選挙区落選候補が復活当選を果たしていない選挙区との不公平を生じる。
さらに、惜敗率をもって復活当選の順位を定めることにより、同一政党の候補でも得票数の多い候補が落選し、より少ない候補が当選するという選挙区間の一票の格差のゆがみを比例代表枠にも持ち越してしまう。

### 問題点

#### 重複立候補者の同一順位は任意
重複立候補者の同一順位にした場合、有権者の立場から見れば、選挙を通じて比例名簿の順位決定に部分的に参加できる。政党組織の立場から見れば、重複立候補者たちの同一順位での惜敗率勝負には、誰が復活当選するのか極めて予想を立てにくいという大きなデメリットがある。前述の通り重複立候補者を同一順位にするか否かは政党の任意であるため、政党が重複立候補者を同一順位にすることを避けることがしばしば見られる。
公明党や共産党やかつての新進党が重複立候補者たちを「名簿」の同一順位に置くことを避けているのは、拘束「名簿」式の比例代表制選挙（拘束名簿式代表制）である限り、党本部が当選させたい者から確実に当選させるべきだというような党本部の判断による。
そのため、重複立候補を同一順位にしない政党においては惜敗率による順位変動が起こらず、有権者が選挙を通じて比例名簿の順位決定に部分的に参加できない。過去には同一比例ブロック内で、落選した重複立候補より惜敗率が低い候補が比例順位で優遇されていたために復活当選していた例が多数ある（記事「惜敗率」では自民党ののべ21人・共産党ののべ12人・民主党の6人・維新の会の6人・社民党の2人・希望の党の1人・自由党の1人・未来の党1人の計49人が該当する）。

#### 衆議院議員を辞職して衆議院補欠選挙に立候補
重複立候補制度により、小選挙区選出ではなく比例代表選出として復活当選した議員の場合、相手の小選挙区選出議員が何らかの事情で退職すると、自らも衆議院議員職を辞職した上で補欠選挙（衆議院小選挙区制選挙）に立候補（もしくは当該補欠選挙に立候補したため、衆議院議員を退職）をするということがある。この場合、衆議院議員を辞職したはずの者が、衆議院議員を辞職した直後に衆議院議員の選挙に立候補しているという非常に奇妙な現象が発生してしまう。
しかし、以下の要素から、衆議院議員を辞職して衆議院補欠選挙に立候補することがありえる。
まず、比例代表選出議員が辞職しても、同じ政党の次点候補が繰上当選となるため、仮に辞職した比例選出議員が補欠選挙で落選したとしても、党組織としては国会の議席勢力に関してはデメリットはない（繰り上げ当選が可能な次点候補がいない場合はデメリットがあるが、そのような例は政党の予想以上に選挙で大勝している時に限られ、過去にもほとんど例がない）。
また、政党が補欠選挙で比例代表復活者以外の候補者を擁立して、尚かつその候補者が当選した場合、一人しか当選しない小選挙区に一政党が二人の立候補予定者を抱えてしまうということになり、次回総選挙の公認調整が難航すると予想される。したがって、党執行部（党幹部）や当該比例代表復活者自身が、公認調整問題をあらかじめ排除しておくため、党本部は比例代表復活者の補欠選挙への立候補を支持し、応援し、当該復活者も次回の衆院選まで待たず衆議院議員職をわざわざ辞職してまで立候補宣言をするわけである。
過去に総選挙時に比例復活で当選し、その後の補欠選挙に立候補した例として、小選挙区比例代表並立制が導入された1996年以降で以下の7例が発生している。この手法に関して、特に初のケースとなった2002年の古賀一成の補選立候補時には、議員辞職願提出の際に当時の衆議院議長であった綿貫民輔が、辞職願に「補選に立候補するため」となっていた辞職事由を問題視し議員辞職を許可しなかった。ただし、院・議長が許可しなくても、補選への立候補の届出をした時点で公職選挙法第90条の規定により議員は退職（自動失職）するため、立候補そのものに問題はなかった。過去の7例のうち、議員辞職願を提出して辞職が許可された町村信孝以外は、補選立候補に伴う公職選挙法規定の退職（自動失職）を選んだ。なお、7例のうち、平岡秀夫、町村、泉健太、山田勝彦の4人は当選したが、古賀、木下厚、末次精一の3人は落選した。
| 年     | 月日     | 立候補者 | 補選時政党 | 総選挙時 比例ブロック | 補選選挙区 | 欠員事由                                  | 当落 | 比例区 繰上当選者 | 繰上対象 政党名簿 |
| ------ | -------- | -------- | ---------- | --------------------- | ---------- | ----------------------------------------- | ---- | ----------------- | ----------------- |
| 2002年 | 10月27日 | 古賀一成 | 民主党     | 比例九州              | 福岡6区    | 古賀正浩の死去                            | 落選 | 米沢隆            | 民主党            |
| 2004年 | 4月25日  | 木下厚   | 民主党     | 比例北関東            | 埼玉8区    | 新井正則の辞職 （選挙違反引責）           | 落選 | 本多平直          | 民主党            |
| 2008年 | 4月25日  | 平岡秀夫 | 民主党     | 比例中国              | 山口2区    | 福田良彦の辞職 （岩国市長選挙立候補準備） | 当選 | 和田隆志          | 民主党            |
| 2010年 | 10月24日 | 町村信孝 | 自由民主党 | 比例北海道            | 北海道5区  | 小林千代美の辞職 （選挙違反引責）         | 当選 | 今津寛            | 自由民主党        |
| 2016年 | 4月24日  | 泉健太   | 民進党     | 比例近畿              | 京都3区    | 宮崎謙介の辞職 （不祥事引責）             | 当選 | 北神圭朗          | 民主党            |
| 2023年 | 10月22日 | 末次精一 | 立憲民主党 | 比例九州              | 長崎4区    | 北村誠吾の死去                            | 落選 | 屋良朝博          | 立憲民主党        |
| 2024年 | 4月28日  | 山田勝彦 | 立憲民主党 | 比例九州              | 長崎3区    | 谷川弥一の辞職 （不祥事引責）             | 当選 | 川内博史          | 立憲民主党        |

また、衆議院議員総選挙時は比例復活ではなく比例単独で当選したものの、その後の衆議院議員補欠選挙に同様の意図で立候補することにより衆議院議員を辞職もしくは退職（自動失職）となった例も3例存在する。このうち、樽床伸二は補選立候補前に衆議院議員を辞職、若狭勝と宮本岳志は補選立候補に伴う公職選挙法規定による衆議院議員退職（自動失職）を選択している。
| 年     | 月日     | 立候補者 | 補選時政党 | 総選挙時 比例ブロック | 補選選挙区 | 欠員事由                                                    | 当落 | 比例区 繰上当選者 | 繰上対象 政党名簿 |
| ------ | -------- | -------- | ---------- | --------------------- | ---------- | ----------------------------------------------------------- | ---- | ----------------- | ----------------- |
| 2016年 | 10月23日 | 若狭勝   | 自由民主党 | 比例東京              | 東京10区   | 小池百合子の退職（自動失職） （2016年東京都知事選挙立候補） | 当選 | 田畑毅            | 自由民主党        |
| 2019年 | 4月21日  | 樽床伸二 | 無所属     | 比例近畿              | 大阪12区   | 北川知克の死去                                              | 落選 | 馬淵澄夫          | 希望の党          |
| 2019年 | 4月21日  | 宮本岳志 | 無所属     | 比例近畿              | 大阪12区   | 北川知克の死去                                              | 落選 | 清水忠史          | 日本共産党        |

類似事例として、比例区に重複立候補のできない参議院議員においても、比例区選出の議員が選挙区の補欠選挙に同様の意図で立候補することより参議院議員を辞職もしくは退職（自動失職）となった例も同様に存在する。このうち、吉田忠智が補選立候補前に参議院議員を辞職、それ以外の議員は補選立候補に伴う公職選挙法規定による参議院議員退職（自動失職）を選択している。政党の議席獲得数に当落が左右され、さらに当選圏内に入るために個人票獲得へ向けて全国規模での選挙戦を要する比例区の議員が、地盤を得る事で地域の選挙戦に集中できる事から空きのできた選挙区へ移る動きも見られる。
なお、参議院の場合は3年ごとに半数が改選される制度であるため、あえて異なる改選期の選挙に立候補することになり、当選した場合に時期によっては改選期が延長される場合がある反面、逆に短縮となる場合もあり得る。立花孝志の例では、立花は2019年参院選比例区選出だが、あえて任期の短い参議院埼玉県選挙区の2016年参院選選出の補選（改選期が2022年）へ立候補した。ただし、結果は落選しており、立花自身の再選は果たせなかった。
| 年     | 月日     | 立候補者 | 補選時政党          | 比例当選時   | 補選選挙区             | 欠員事由                                          | 当落 | 比例区 繰上当選者 | 繰上対象 政党名簿   |
| ------ | -------- | -------- | ------------------- | ------------ | ---------------------- | ------------------------------------------------- | ---- | ----------------- | ------------------- |
| 2019年 | 10月27日 | 立花孝志 | NHKから国民を守る党 | 2019年参院選 | 埼玉県（2016年参院選） | 大野元裕の辞職 （埼玉県知事選挙立候補準備）       | 落選 | 浜田聡            | NHKから国民を守る党 |
| 2021年 | 10月24日 | 北村経夫 | 自由民主党          | 2019年参院選 | 山口県（2019年参院選） | 林芳正の辞職 （第49回衆議院議員総選挙立候補準備） | 当選 | 比嘉奈津美        | 自由民主党          |
| 2022年 | 10月27日 | 宮本周司 | 自由民主党          | 2019年参院選 | 石川県（2019年参院選） | 山田修路の辞職 （石川県知事選挙立候補準備）       | 当選 | 中田宏            | 自由民主党          |
| 2023年 | 4月23日  | 吉田忠智 | 立憲民主党          | 2019年参院選 | 大分県（2019年参院選） | 安達澄の辞職 （大分県知事選挙立候補準備）         | 落選 | 大椿裕子          | 社会民主党          |

#### 政党要件による重複立候補の制限
前述の通り、法律上重複立候補ができるのは、政党要件を満たしている政党の候補者に限られる。このため、要件を満たさない政治団体の候補者は、当選の機会が大政党に比べて狭められてしまい不公平であるという面が指摘されている。例えば、比例区の候補を当選させてきた新党大地は2011年まで政党要件を満たしていなかったため、同党の候補者は2005年衆院選や2009年衆院選で重複立候補できなかった。2024年総選挙で比例議席を獲得した日本保守党も当時は政党要件を満たしていなかったため、重複立候補は不可能であった。

#### 候補者不足による議席獲得先の移動問題
重複立候補者はあくまで小選挙区での当選が優先となるため、ある政党が予想以上に圧勝した場合には、重複立候補者がほとんど小選挙区で当選して残った候補者だけでは比例代表の獲得議席数を満たせない場合がある。また、比例ブロックの名簿に登載した全ての重複立候補者が供託金没収点を下回って比例復活当選の権利を失うことで、そのブロックでの党の議席獲得まで失う場合がある。
過去には、前者の例では2005年の自民党（東京ブロック）、2009年の民主党（近畿ブロック）、2017年の立憲民主党（東海ブロック）、2024年の国民民主党（北関東及び東海ブロック）でそれぞれ発生し、後者の例では2009年のみんなの党（東海および近畿ブロック）、2021年のれいわ新選組（東海ブロック）で発生しており、いずれも対象の党の比例名簿登載候補者不足により、比例における議席獲得割り当ての次順位の政党に議席配分が移動している。当然ながらこの移動先は移動元の政党との政策的距離とは全く関係なく決まるので、自民党に代わって社民党候補が当選したり、立憲民主党に代わって自民党候補が当選したりすることもある。この問題の解決策としては候補者の追加を認める、あるいは欠員とするなどの代案もあるが、それぞれに問題点があるため、未だに解決に至っていない。

## 記録

### 特筆すべき事例

#### 復活当選が多い国会議員
この中でも穀田恵二（京都1区）は、小選挙区制比例代表並立制に移行した第41回以降直近の第49回まですべての回において、比例重複で立候補し、なおかつすべての回で比例復活当選となっている（第41回を除き、全て日本共産党比例近畿ブロック名簿第1位に登載。第41回は第3位だった）。なお、中選挙区制時代は旧京都1区で1回当選している。穀田は2024年の第50回総選挙に立候補せず、政界から引退したため、比例復活での連続当選で9回で途切れる事となった。

凡例：名前の太字は現職衆議院議員、「小当」は小選挙区で当選、「重当」は小選挙区で落選したが比例重複で復活当選、「比当」は比例単独候補として当選、「繰当」は繰上当選、「重落」は小選挙区で落選し比例重複でも落選（完全落選）、「小落」は小選挙区のみで立候補し落選、「補落」は補欠選挙で落選、を表す。復活回数には「比例単独での当選」を含まない。
| 復活 回数 | 氏名       | 選挙区                              | 第41回     | 第42回 | 第43回 | 第44回 | 第45回 | 第46回 | 第47回 | 第48回 | 第49回 | 第50回 | 備考 |
| --------- | ---------- | ----------------------------------- | ---------- | ------ | ------ | ------ | ------ | ------ | ------ | ------ | ------ | ------ | --- |
| 9回       | 穀田恵二   | 京都1区                             | 重当       | 重当   | 重当   | 重当   | 重当   | 重当   | 重当   | 重当   | 重当   | -      | 小選挙区制移行後、9回連続で比例復活 小選挙区未勝利                                                                |
| 6回       | 阿部知子   | 神奈川12区                          | -          | 重当   | 重当   | 重当   | 重当   | 重当   | 重当   | 小当   | 小当   | 小当   | |
| 6回       | 永岡桂子   | 茨城7区                             | -          | -      | -      | 重当   | 重当   | 重当   | 重当   | 重当   | 小当   | 重当   | |
| 5回       | 牧原秀樹   | 埼玉5区                             | -          | -      | -      | 重当   | 重落   | 重当   | 重当   | 重当   | 重当   | 重落   | 小選挙区未勝利 |
| 5回       | 小宮山泰子 | 埼玉7区                             | -          | 小落   | 小当   | 重当   | 小当   | 重当   | 重当   | 重当   | 重当   | 小当   | 第42回は無所属 |
| 5回       | 山本朋広   | 京都2区 →神奈川4区                  | -          | -      | -      | 重当   | 重落   | 重当   | 重当   | 重当   | 重当   | 重落   | 第44・45回は京都2区から立候補 小選挙区未勝利                                                                      |
| 5回       | 津村啓介   | 岡山2区                             | -          | -      | 重当   | 小当   | 小当   | 重当   | 重当   | 重当   | 重落   | 重当   | |
| 5回       | 川内博史   | 鹿児島1区                           | 重当       | 重当   | 重当   | 重当   | 小当   | 重落   | 重落   | 小当   | 繰当   | 小当   | 第49回の繰上当選1回を含む                                                                                         |
| 5回       | 宮崎政久   | 沖縄2区                             | -          | -      | -      | -      | -      | 重当   | 重当   | 繰当   | 重当   | 重当   | 第48回の繰上当選1回を含む 5回連続継続中 小選挙区未勝利                                                            |
| 5回       | 阿部俊子   | 岡山3区 →比例九州                   | -          | -      | -      | 重当   | 重当   | 重当   | 重当   | 小当   | 重当   | 比当   | 第48回は無所属（追加公認） 第50回は比例九州ブロック単独立候補                                                     |
| 4回       | 近藤洋介   | 山形2区                             | -          | 小落   | 重当   | 重当   | 小当   | 重当   | 重当   | 重落   | -      | -      | 第42回は無所属 |
| 4回       | 吉田泉     | 福島5区                             | -          | 重落   | 重当   | 重当   | 小当   | 重当   | 繰当   | 重落   | -      | -      | 第47回の繰上当選1回を含む                                                                                         |
| 4回       | 中根一幸   | 埼玉6区                             | -          | -      | -      | 重当   | 重落   | 小当   | 重当   | 重当   | 重当   | 小落   | 第50回は無所属 |
| 4回       | 高井崇志   | 岡山1区 →滋賀3区 →埼玉13区          | -          | -      | -      | -      | 重当   | 重落   | 重当   | 重当   | 重落   | 重当   | 第45回〜48回は岡山1区から立候補 第49回は滋賀3区から立候補 第50回は埼玉13区から立候補 小選挙区未勝利               |
| 4回       | 三谷英弘   | 東京5区 →神奈川8区                  | -          | -      | -      | -      | -      | 重当   | 小落   | 重当   | 重当   | 重当   | 第46・第47回は東京5区から立候補 第47回は無所属 3回連続継続中 小選挙区未勝利                                       |
| 4回       | 中山展宏   | 神奈川9区                           | -          | -      | -      | -      | 重落   | 重当   | 重当   | 重当   | 重当   | 重落   | 小選挙区未勝利 |
| 4回       | 松原仁     | 東京3区 →東京4区 →東京3区 →東京26区 | 小落 →補落 | 小当   | 小当   | 重当   | 小当   | 重当   | 重当   | 重当   | 小当   | 小当   | 第41回は比例重複せず 第41回～第49回まで東京3区から立候補 第41回補欠は東京4区から立候補 第41回補欠・第50回は無所属 |
| 4回       | 長島昭久   | 東京21区 →東京18区 →東京30区        | -          | 補落   | 小当   | 重当   | 小当   | 小当   | 重当   | 小当   | 重当   | 重当   | 第42回補欠～第48回は東京21区から立候補 第49回は東京18区から立候補 2回連続継続中                                   |
| 4回       | 勝俣孝明   | 静岡6区                             | -          | -      | -      | -      | -      | 重当   | 重当   | 重当   | 小当   | 重当   | |
| 4回       | 今井雅人   | 岐阜4区                             | -          | -      | -      | -      | 重当   | 重当   | 重当   | 重当   | 重落   | 小当   | |
| 4回       | 伴野豊     | 愛知5区 →愛知8区                    | 小落       | 重当   | 小当   | 重当   | 小当   | 重落   | 重当   | 小落   | 重当   | 小当   | 第41回は愛知5区、比例重複せず 第48回は無所属                                                                      |
| 4回       | 岡本充功   | 愛知9区                             | -          | -      | 重当   | 重当   | 小当   | 重落   | 重当   | 重当   | 重落   | 小当   | |
| 4回       | 杉本和巳   | 愛知10区                            | -          | -      | -      | -      | 小当   | 重当   | 小落   | 重当   | 重当   | 重当   | 第47回は無所属 4回連続継続中                                                                                      |
| 4回       | 柚木道義   | 岡山4区                             | -          | -      | 重落   | 小当   | 小当   | 重当   | 重当   | 重当   | 重当   | 小当   | |
| 4回       | 小島敏文   | 広島6区 →広島5区                    | -          | -      | -      | -      | 重落   | 重当   | 重当   | 重当   | 重当   | 小落   | 第50回は比例重複せず（比例定年抵触） 小選挙区未勝利                                                               |
| 4回       | 小川淳也   | 香川1区                             | -          | -      | 重落   | 重当   | 小当   | 重当   | 重当   | 重当   | 小当   | 小当   | |
| 4回       | 瀬戸隆一   | 香川2区                             | -          | -      | -      | -      | -      | 重当   | 重当   | 重落   | 繰当   | 重当   | 第49回の繰上当選1回を含む 2回連続継続中 小選挙区未勝利                                                            |
| 4回       | 五島正規   | 高知1区                             | 重当       | 重当   | 重当   | 重当   | -      | -      | -      | 死去   | -      | -      | 2005年12月13日議員辞職 2016年11月14日死去 小選挙区未勝利                                                          |
| 4回       | 岩田和親   | 佐賀1区                             | -          | -      | -      | -      | -      | 小当   | 重当   | 重当   | 重当   | 重当   | 4回連続継続中 |
| 4回       | 赤嶺政賢   | 沖縄1区                             | -          | 重当   | 重当   | 重当   | 比当   | 重当   | 小当   | 小当   | 小当   | 小当   | 第45回は比例九州ブロック単独立候補                                                                                |
| 4回       | 國場幸之助 | 沖縄1区                             | -          | -      | -      | -      | -      | 小当   | 重当   | 重当   | 重当   | 重当   | 4回連続継続中 |

#### 小選挙区最下位ながら復活当選
小選挙区では複数の当選者を出すことから2・3位での復活当選のほか、4位以下の下位での復活当選例もあり、以下の通り、複数の立候補が出た小選挙区で最下位で落選するも、比例復活で当選となるケースが散見される（小選挙区の立候補者4名以上を列記）。
- 1996年：大森猛（日本共産党）神奈川県第5区 4位
- 1996年：家西悟（民主党）奈良県第1区 4位
- 2000年：塩川鉄也（日本共産党）埼玉県第8区 4位
- 2000年：土田龍司（自由党）神奈川県第6区 5位
- 2003年：塩川鉄也（日本共産党）埼玉県第8区 4位
- 2003年：山口富男（日本共産党）東京都第4区 4位
- 2003年：赤嶺政賢（日本共産党）沖縄県第1区 4位
- 2021年：鈴木敦（国民民主党）神奈川県第10区 4位

また、最下位ではなかったが、小選挙区5位で比例復活した例として、
- 1996年：保坂展人（社会民主党）東京都第22区
- 2000年：東祥三（自由党）東京都第15区

の例がある（保坂については供託金没収だが、小選挙区重複候補が供託金没収未満の場合の比例復活制限適用前）。

#### 3人当選区
重複立候補のために、1人しか当選しない小選挙区から3人の当選者が出ることがある。 なお、同一小選挙区で4人の当選者が発生したケースは現在までない。

凡例
- 選挙区の太字は立候補者がすべて当選となった選挙区（繰上も含む）、選挙区の金色背景は繰上当選によって3人当選となった選挙区、選挙区の灰色背景は辞職などで議員が欠けたことにより、任期中に同一選挙区3人議員ではなくなった選挙区。
- 当選者の太字は小選挙区当選者。
- 党派略称は、「自民」：自由民主党、「新進」：新進党、「民主」：民主党、「公明」：公明党、「共産」：日本共産党、「社民」：社会民主党、「自由」：自由党、「維新の会」：日本維新の会、「維新の党」：維新の党、「みんな」：みんなの党、「希望」：希望の党、「立憲」：立憲民主党、「国民民主」：国民民主党、「れいわ」：れいわ新選組、「無所属会」：無所属の会を表す。
- 「小当」は小選挙区で当選、「重当」は小選挙区で落選したが比例重複で復活当選、「繰当」は繰上当選、「補当」は補欠選挙で当選を表す。

| 選挙区                                                        | 当選者                                                | 選挙区     | 当選者                        | 選挙区    | 当選者                         | 選挙区     | 当選者                        | 選挙区   | 当選者                                                  |
| ------------------------------------------------------------- | ----------------------------------------------------- | ---------- | ----------------------------- | --------- | ------------------------------ | ---------- | ----------------------------- | -------- | ------------------------------------------------------- |
| 第41回衆議院議員総選挙（1996年）（7選挙区→繰上当選で9選挙区） |                                                       |            |                               |           |                                |            |                               |          |                                                         |
| 神奈川10区                                                    | 永井英慈 （新進・小当）                               | 東京6区    | 岩國哲人 （新進・小当）       | 東京22区  | 伊藤達也 （新進・小当）        | 滋賀1区    | 川端達夫 （新進・小当）       | 奈良1区  | 高市早苗 （新進・小当）                                 |
| 神奈川10区                                                    | 田中和徳 （自民・重当）                               | 東京6区    | 越智通雄 （自民・重当）       | 東京22区  | 山花貞夫 （民主・重当→死去）   | 滋賀1区    | 目片信 （自民・重当）         | 奈良1区  | 辻第一 （共産・重当）                                   |
| 神奈川10区                                                    | 中路雅弘 （共産・重当）                               | 東京6区    | 石井紘基 （民主・重当）       | 東京22区  | 保坂展人 （社民・重当）        | 滋賀1区    | 山元勉 （民主・重当）         | 奈良1区  | 家西悟 （民主・重当）                                   |
| 広島2区                                                       | 粟屋敏信 （新進・小当）                               | 沖縄1区    | 白保台一 （新進・小当）       | 島根1区   | 細田博之 （自民・小当）        | 東京11区   | 下村博文 （自民・小当）       | -        | -                                                       |
| 広島2区                                                       | 桧田仁 （自民・重当）                                 | 沖縄1区    | 古堅実吉 （共産・重当）       | 島根1区   | 石橋大吉 （民主・重当）        | 東京11区   | 中島武敏 （共産・重当）       | -        | -                                                       |
| 広島2区                                                       | 秋葉忠利 （社民・重当→辞職）                          | 沖縄1区    | 下地幹郎 （自民・重当）       | 島根1区   | 中林佳子 （共産・繰当）        | 東京11区   | 渋谷修 （民主・繰当）         | -        | -                                                       |
| 第42回衆議院議員総選挙（2000年）（6選挙区）                   |                                                       |            |                               |           |                                |            |                               |          |                                                         |
| 埼玉13区                                                      | 土屋品子 （無所属会・小当）                           | 神奈川6区  | 池田元久 （民主・小当）       | 神奈川7区 | 鈴木恒夫 （自民・小当）        | 神奈川14区 | 藤井裕久 （自由・小当）       | 東京6区  | 石井紘基 （民主・小当→死去） →小宮山洋子 （民主・補当） |
| 埼玉13区                                                      | 武山百合子 （自由・重当）                             | 神奈川6区  | 上田勇 （公明・重当）         | 神奈川7区 | 首藤信彦 （民主・重当）        | 神奈川14区 | 中本太衛 （自民・重当）       | 東京6区  | 保坂展人 （社民・重当）                                 |
| 埼玉13区                                                      | 日森文尋 （社民・重当）                               | 神奈川6区  | 土田龍司 （自由・重当）       | 神奈川7区 | 樋高剛 （自由・重当）          | 神奈川14区 | 原陽子 （社民・重当）         | 東京6区  | 鈴木淑夫 （自由・重当）                                 |
| 兵庫8区                                                       | 冬柴鐵三 （公明・小当）                               | -          | -                             | -         | -                              | -          | -                             | -        | -                                                       |
| 兵庫8区                                                       | 藤木洋子 （共産・重当）                               | -          | -                             | -         | -                              | -          | -                             | -        | -                                                       |
| 兵庫8区                                                       | 北川れん子 （社民・重当）                             | -          | -                             | -         | -                              | -          | -                             | -        | -                                                       |
| 第43回衆議院議員総選挙（2003年）（4選挙区）                   |                                                       |            |                               |           |                                |            |                               |          |                                                         |
| 埼玉8区                                                       | 新井正則 （自民・小当→辞職） →柴山昌彦 （自民・補当） | 神奈川12区 | 中塚一宏 （民主・小当）       | 東京4区   | 中西一善 （自民・小当→辞職）   | 京都1区    | 伊吹文明 （自民・小当）       | -        | -                                                       |
| 埼玉8区                                                       | 木下厚 （民主・重当→退職）                            | 神奈川12区 | 桜井郁三 （自民・重当）       | 東京4区   | 宇佐美登 （民主・重当）        | 京都1区    | 玉置一弥 （民主・重当）       | -        | -                                                       |
| 埼玉8区                                                       | 塩川鉄也 （共産・重当）                               | 神奈川12区 | 阿部知子 （社民・重当）       | 東京4区   | 山口富男 （共産・重当）        | 京都1区    | 穀田恵二 （共産・重当）       | -        | -                                                       |
| 第44回衆議院議員総選挙（2005年）（2選挙区→繰上当選で3選挙区） |                                                       |            |                               |           |                                |            |                               |          |                                                         |
| 神奈川8区                                                     | 江田憲司 （無所属・小当）                             | 旧山梨3区  | 保坂武 （無所属・小当）       | 徳島2区   | 山口俊一 （無所属・小当）      | -          | -                             | -        | -                                                       |
| 神奈川8区                                                     | 岩國哲人 （民主・重当）                               | 旧山梨3区  | 後藤斎 （民主・重当）         | 徳島2区   | 七条明 （自民・重当）          | -          | -                             | -        | -                                                       |
| 神奈川8区                                                     | 福田峰之 （自民・重当）                               | 旧山梨3区  | 小野次郎 （自民・重当）       | 徳島2区   | 高井美穂 （民主・繰当）        | -          | -                             | -        | -                                                       |
| 第45回衆議院議員総選挙（2009年）（3選挙区）                   |                                                       |            |                               |           |                                |            |                               |          |                                                         |
| 茨城7区                                                       | 中村喜四郎 （無所属・小当）                           | 埼玉8区    | 小野塚勝俊 （民主・小当）     | 京都1区   | 平智之 （民主・小当）          | -          | -                             | -        | -                                                       |
| 茨城7区                                                       | 柳田和己 （民主・重当）                               | 埼玉8区    | 柴山昌彦 （自民・重当）       | 京都1区   | 伊吹文明 （自民・重当）        | -          | -                             | -        | -                                                       |
| 茨城7区                                                       | 永岡桂子 （自民・重当）                               | 埼玉8区    | 塩川鉄也 （共産・重当）       | 京都1区   | 穀田恵二 （共産・重当）        | -          | -                             | -        | -                                                       |
| 第46回衆議院議員総選挙（2012年）（10選挙区）                  |                                                       |            |                               |           |                                |            |                               |          |                                                         |
| 宮城1区                                                       | 土井亨 （自民・小当）                                 | 栃木2区    | 西川公也 （自民・小当）       | 千葉1区   | 田嶋要 （民主・小当）          | 千葉9区    | 秋本真利 （自民・小当）       | 千葉13区 | 白須賀貴樹 （自民・小当）                               |
| 宮城1区                                                       | 郡和子 （民主・重当）                                 | 栃木2区    | 福田昭夫 （民主・重当）       | 千葉1区   | 門山宏哲 （自民・重当）        | 千葉9区    | 奥野総一郎 （民主・小当）     | 千葉13区 | 若井康彦 （民主・重当）                                 |
| 宮城1区                                                       | 林宙紀 （みんな・重当）                               | 栃木2区    | 柏倉祐司 （みんな・重当）     | 千葉1区   | 田沼隆志 （維新の会・重当）    | 千葉9区    | 西田譲 （維新の会・重当）     | 千葉13区 | 椎木保 （維新の会・重当）                               |
| 神奈川9区                                                     | 笠浩史 （民主・小当）                                 | 旧山梨3区  | 後藤斎 （民主・小当）         | 長野1区   | 篠原孝 （民主・小当）          | 長野3区    | 寺島義幸 （民主・小当）       | 愛知12区 | 青山周平 （自民・小当）                                 |
| 神奈川9区                                                     | 中山展宏 （自民・重当）                               | 旧山梨3区  | 中谷真一 （自民・重当）       | 長野1区   | 小松裕 （自民・重当）          | 長野3区    | 井出庸生 （みんな・重当）     | 愛知12区 | 中根康浩 （民主・重当）                                 |
| 神奈川9区                                                     | 椎名毅 （みんな・重当）                               | 旧山梨3区  | 中島克仁 （みんな・重当）     | 長野1区   | 宮沢隆仁 （維新の会・重当）    | 長野3区    | 木内均 （自民・重当）         | 愛知12区 | 重徳和彦 （維新の会・重当）                             |
| 第47回衆議院議員総選挙（2014年）（5選挙区）                   |                                                       |            |                               |           |                                |            |                               |          |                                                         |
| 大阪4区                                                       | 中山泰秀 （自民・小当）                               | 大阪10区   | 辻元清美 （民主・小当）       | 大阪11区  | 佐藤ゆかり （自民・小当）      | 福岡9区    | 三原朝彦 （自民・小当）       | 沖縄1区  | 赤嶺政賢 （共産・小当）                                 |
| 大阪4区                                                       | 吉村洋文 （維新の党・重当→辞職）                      | 大阪10区   | 大隈和英 （自民・重当）       | 大阪11区  | 平野博文 （民主・重当）        | 福岡9区    | 緒方林太郎 （民主・重当）     | 沖縄1区  | 國場幸之助 （自民・重当）                               |
| 大阪4区                                                       | 清水忠史 （共産・重当）                               | 大阪10区   | 松浪健太 （維新の党・重当）   | 大阪11区  | 伊東信久 （維新の党・重当）    | 福岡9区    | 真島省三 （共産・重当）       | 沖縄1区  | 下地幹郎 （維新の党・重当）                             |
| 第48回衆議院議員総選挙（2017年）（3選挙区→繰上当選で4選挙区） |                                                       |            |                               |           |                                |            |                               |          |                                                         |
| 京都3区                                                       | 泉健太 （希望・小当）                                 | 福岡10区   | 山本幸三 （自民・小当）       | 沖縄1区   | 赤嶺政賢 （共産・小当）        | 大阪4区    | 中山泰秀 （自民・小当）       | -        | -                                                       |
| 京都3区                                                       | 木村弥生 （自民・重当）                               | 福岡10区   | 城井崇 （希望・重当）         | 沖縄1区   | 國場幸之助 （自民・重当）      | 大阪4区    | 清水忠史 （共産・繰当）       | -        | -                                                       |
| 京都3区                                                       | 森夏枝 （維新の会・重当）                             | 福岡10区   | 田村貴昭 （共産・重当）       | 沖縄1区   | 下地幹郎 （維新の会・重当）    | 大阪4区    | 美延映夫 （維新の会・繰当）   | -        | -                                                       |
| 第49回衆議院議員総選挙（2021年）（8選挙区）                   |                                                       |            |                               |           |                                |            |                               |          |                                                         |
| 神奈川10区                                                    | 田中和徳 （自民・小当）                               | 東京1区    | 山田美樹 （自民・小当）       | 京都1区   | 勝目康 （自民・小当）          | 大阪5区    | 國重徹 （公明・小当）         | 兵庫1区  | 井坂信彦 （立憲・小当）                                 |
| 神奈川10区                                                    | 金村龍那 （維新の会・重当）                           | 東京1区    | 海江田万里 （立憲・重当）     | 京都1区   | 穀田恵二 （共産・重当）        | 大阪5区    | 宮本岳志 （共産・重当）       | 兵庫1区  | 盛山正仁 （自民・重当）                                 |
| 神奈川10区                                                    | 鈴木敦 （国民民主・重当）                             | 東京1区    | 小野泰輔 （維新の会・重当）   | 京都1区   | 堀場幸子 （維新の会・重当）    | 大阪5区    | 大石晃子 （れいわ・重当）     | 兵庫1区  | 一谷勇一郎 （維新の会・重当）                           |
| 兵庫6区                                                       | 市村浩一郎 （維新の会・小当）                         | 奈良1区    | 馬淵澄夫 （立憲・小当）       | 徳島1区   | 仁木博文 （無所属・小当）      | -          | -                             | -        | -                                                       |
| 兵庫6区                                                       | 大串正樹 （自民・重当）                               | 奈良1区    | 小林茂樹 （自民・重当）       | 徳島1区   | 後藤田正純 （自民・重当→辞職） | -          | -                             | -        | -                                                       |
| 兵庫6区                                                       | 櫻井周 （立憲・重当）                                 | 奈良1区    | 前川清成 （維新の会・重当）   | 徳島1区   | 吉田知代 （維新の会・重当）    | -          | -                             | -        | -                                                       |
| 第50回衆議院議員総選挙（2024年）（9選挙区）                   |                                                       |            |                               |           |                                |            |                               |          |                                                         |
| 千葉5区                                                       | 矢崎堅太郎 （立憲・小当）                             | 神奈川18区 | 宗野創 （立憲・小当）         | 東京17区  | 平沢勝栄 （無所属・小当）      | 岐阜3区    | 武藤容治 （自民・小当）       | 愛知10区 | 藤原規眞 （立憲・小当）                                 |
| 千葉5区                                                       | 英利アルフィヤ （自民・重当）                         | 神奈川18区 | 西岡義高 （国民民主・重当）   | 東京17区  | 円より子 （国民民主・重当）    | 岐阜3区    | 仙田晃宏 （国民民主・重当）   | 愛知10区 | 若山慎司 （自民・重当）                                 |
| 千葉5区                                                       | 岡野純子 （国民民主・重当）                           | 神奈川18区 | 山際大志郎 （自民・重当）     | 東京17区  | 猪口幸子 （維新の会・重当）    | 岐阜3区    | 阪口直人 （れいわ・重当）     | 愛知10区 | 杉本和巳 （維新の会・重当）                             |
| 兵庫3区                                                       | 関芳弘 （自民・小当）                                 | 兵庫6区    | 櫻井周 （立憲・小当）         | 兵庫7区   | 山田賢司 （自民・小当）        | 福岡4区    | 宮内秀樹 （自民・小当）       | -        | -                                                       |
| 兵庫3区                                                       | 向山好一 （国民民主・重当）                           | 兵庫6区    | 大串正樹 （自民・重当）       | 兵庫7区   | 三木圭恵 （維新の会・重当）    | 福岡4区    | 許斐亮太郎 （国民民主・重当） | -        | -                                                       |
| 兵庫3区                                                       | 和田有一朗 （維新の会・重当）                         | 兵庫6区    | 市村浩一郎 （維新の会・重当） | 兵庫7区   | 岡田悟 （立憲・重当）          | 福岡4区    | 阿部弘樹 （維新の会・重当）   | -        | -                                                       |

#### 県内の立候補者全員が当選
県内の立候補者全員が当選したケースは、以下の2例のみである。
- 2014年の第47回衆議院議員総選挙では、沖縄県内の4選挙区に立候補した9人が、5人の比例復活を含めて全員当選する珍事が発生した[17]。

| 当選 | 沖縄1区              | 沖縄2区          | 沖縄3区                | 沖縄4区            |
| ---- | -------------------- | ---------------- | ---------------------- | ------------------ |
| 小当 | 赤嶺政賢（共産）     | 照屋寛徳（社民） | 玉城デニー（生活の党） | 仲里利信（無所属） |
| 比当 | 國場幸之助（自民）   | 宮崎政久（自民） | 比嘉奈津美（自民）     | 西銘恒三郎（自民） |
| 比当 | 下地幹郎（維新の党） |                  |                        |                    |

- 2021年の第49回衆議院議員総選挙では、佐賀県内の2選挙区に立候補した4人が、2人の比例復活を含めて全員当選した。

| 当選 | 佐賀1区          | 佐賀2区          |
| ---- | ---------------- | ---------------- |
| 小当 | 原口一博（立憲） | 大串博志（立憲） |
| 比当 | 岩田和親（自民） | 古川康（自民）   |

#### その他
同一選挙区の当選者2人の閣内入り
重複立候補のために、一人しか当選しない小選挙区で対立して当選した国会議員2人が同じ内閣で閣僚として入閣するということもありえる。
2011年の菅直人第2次改造内閣では、東京1区の議席を争った民主党の海江田万里（選挙区当選）と自民党を離党した与謝野馨（比例復活当選）がともに大臣として入閣した。
比例重複と政党ポスター
党首などの党有力候補が比例ブロックと重複すると、当該比例ブロックでは候補者の顔を使った政党の選挙ポスターが貼ることができなくなる。これは比例単独候補の場合も同じである。
復活当選で衆議院副議長に就任
第64代副議長衛藤征士郎、第65代副議長赤松広隆、第66代副議長川端達夫、第68代副議長海江田万里。
明治生まれ最後の復活当選・最高齢比例復活
1996年の第41回総選挙において、兵庫9区で落選も比例近畿ブロックで当選した原健三郎（1907年2月6日生まれ、選挙時89歳6か月）が最後の例となる。原は同選挙での最高齢当選者で、比例復活者の最高齢の記録も持つ。同選挙で比例単独で当選した櫻内義雄とともに明治生まれの最後の国会議員でもあった（原は任期終了後の2004年11月6日、97歳で死去）。
大正生まれ最後の復活当選
2000年の第42回総選挙において、兵庫10区で落選も比例近畿ブロックで当選した塩田晋（1926年2月27日生まれ、選挙時74歳3か月）、福岡11区で落選も比例九州ブロックで当選した中西績介（1926年2月6日生まれ、選挙時74歳4か月）が最後の例となる。
平成生まれ初の復活当選
2021年の第49回総選挙において、福島2区で落選も比例東北ブロックで当選した馬場雄基（1992年10月15日生まれ、選挙時29歳）が初の例となる。

### 得票率が低い復活当選者
| 位 | 候補者      | 政党         | 選挙年 | 選挙区     | 得票率 |
| -- | ----------- | ------------ | ------ | ---------- | ------ |
| 1  | 保坂展人    | 社会民主党   | 1996年 | 東京22区   | 5.89%  |
| 2  | 菊地董※     | 社会民主党   | 1996年 | 静岡7区    | 8.47%  |
| 3  | 深田肇      | 社会民主党   | 1996年 | 埼玉6区    | 9.18%  |
| 4  | 森夏枝      | 日本維新の会 | 2017年 | 京都3区    | 10.03% |
| 5  | 吉田知代    | 日本維新の会 | 2021年 | 徳島1区    | 10.10% |
| 6  | 塩川鉄也    | 日本共産党   | 2003年 | 埼玉8区    | 10.21% |
| 7  | 斉藤和子    | 日本共産党   | 2014年 | 千葉4区    | 10.53% |
| 8  | 土田龍司    | 自由党       | 2000年 | 神奈川6区  | 10.83% |
| 9  | 石原健太郎※ | 自由党       | 2000年 | 福島1区    | 10.89% |
| 10 | 山口富男    | 日本共産党   | 2003年 | 東京4区    | 10.92% |
| 11 | 櫛渕万里※   | れいわ新選組 | 2021年 | 東京22区   | 11.41% |
| 12 | 家西悟      | 民主党       | 1996年 | 奈良1区    | 11.61% |
| 13 | 北沢清功    | 社会民主党   | 1996年 | 長野2区    | 11.84% |
| 14 | 鈴木敦      | 国民民主党   | 2021年 | 神奈川10区 | 11.85% |
| 15 | 東祥三      | 自由党       | 2000年 | 東京15区   | 12.10% |

※は比例候補上位の議員が欠けたことに伴う繰り上げ当選。

### 得票率が10%未満だったため復活当選できなかった2000年以降の候補
| 回 | 年     | 比例区 | 政党         | 候補者                 | 得票率 | 繰上当選候補         |
| -- | ------ | ------ | ------------ | ---------------------- | ------ | -------------------- |
| 42 | 2000年 | 近畿   | 自由党       | 豊田潤多郎（京都4区）  | 8.06%  | 中塚一宏             |
| 44 | 2005年 | 北関東 | 社会民主党   | 土屋富久（群馬1区）    | 4.58%  | 日森文尋             |
| 44 | 2005年 | 北関東 | 社会民主党   | 山口睦子（栃木3区）    | 4.11%  | 日森文尋             |
| 44 | 2005年 | 北関東 | 社会民主党   | 猿田玲（茨城3区）      | 2.20%  | 日森文尋             |
| 44 | 2005年 | 東京   | 日本共産党   | 若林義春（東京22区）   | 9.82%  | 笠井亮               |
| 44 | 2005年 | 東京   | 社会民主党   | 中川直人（東京9区）    | 5.25%  | 保坂展人             |
| 45 | 2009年 | 東海   | みんなの党   | 佐藤剛（静岡1区）      | 8.30%  | 磯谷香代子（民主党） |
| 45 | 2009年 | 近畿   | みんなの党   | 吉野宏一（大阪9区）    | 5.70%  | 谷公一（自由民主党） |
| 45 | 2009年 | 近畿   | 社会民主党   | 市来伴子（兵庫8区）    | 7.50%  | 服部良一             |
| 45 | 2009年 | 近畿   | 社会民主党   | 藤田高景（京都2区）    | 2.90%  | 服部良一             |
| 49 | 2021年 | 東海   | れいわ新選組 | 安井美沙子（愛知10区） | 9.06%  | 中川康洋（公明党）   |
| 49 | 2021年 | 東海   | れいわ新選組 | 菅谷竜（愛知15区）     | 6.96%  | 中川康洋（公明党）   |
| 50 | 2024年 | 東北   | れいわ新選組 | 大林正英（宮城4区）    | 6.58%  | 佐原若子             |
| 50 | 2024年 | 東北   | れいわ新選組 | 二藤部冬馬（山形2区）  | 8.50%  | 佐原若子             |
| 50 | 2024年 | 東海   | れいわ新選組 | 冨谷皐介（静岡6区）    | 9.32%  | 上村英明             |
| 50 | 2024年 | 東海   | れいわ新選組 | 辻恵（愛知15区）       | 9.55%  | 上村英明             |

## 他国の類似制度
ドイツの下院であるドイツ連邦議会の選挙（小選挙区比例代表併用制）にも重複立候補制度が採用されている。こちらは日本のような小選挙区と比例代表の当選者を別個に決定する方式とは異なり、比例代表の得票に応じて各党の議席数を決定し、そこに小選挙区での勝者を優先的に当て嵌めていく方式であるため、重複立候補が肯定的・積極的に活用されている。
一例としては、長年にわたりドイツ首相を務めたコールや、コール内閣の外相だったゲンシャーは全国的な人気はあったものの地盤が弱く、ほとんどの選挙で小選挙区では敗北を喫したが、重複立候補の恩恵を受けて当選し続けた。